# Sociedade de Medicina e Cirurgia de São Paulo

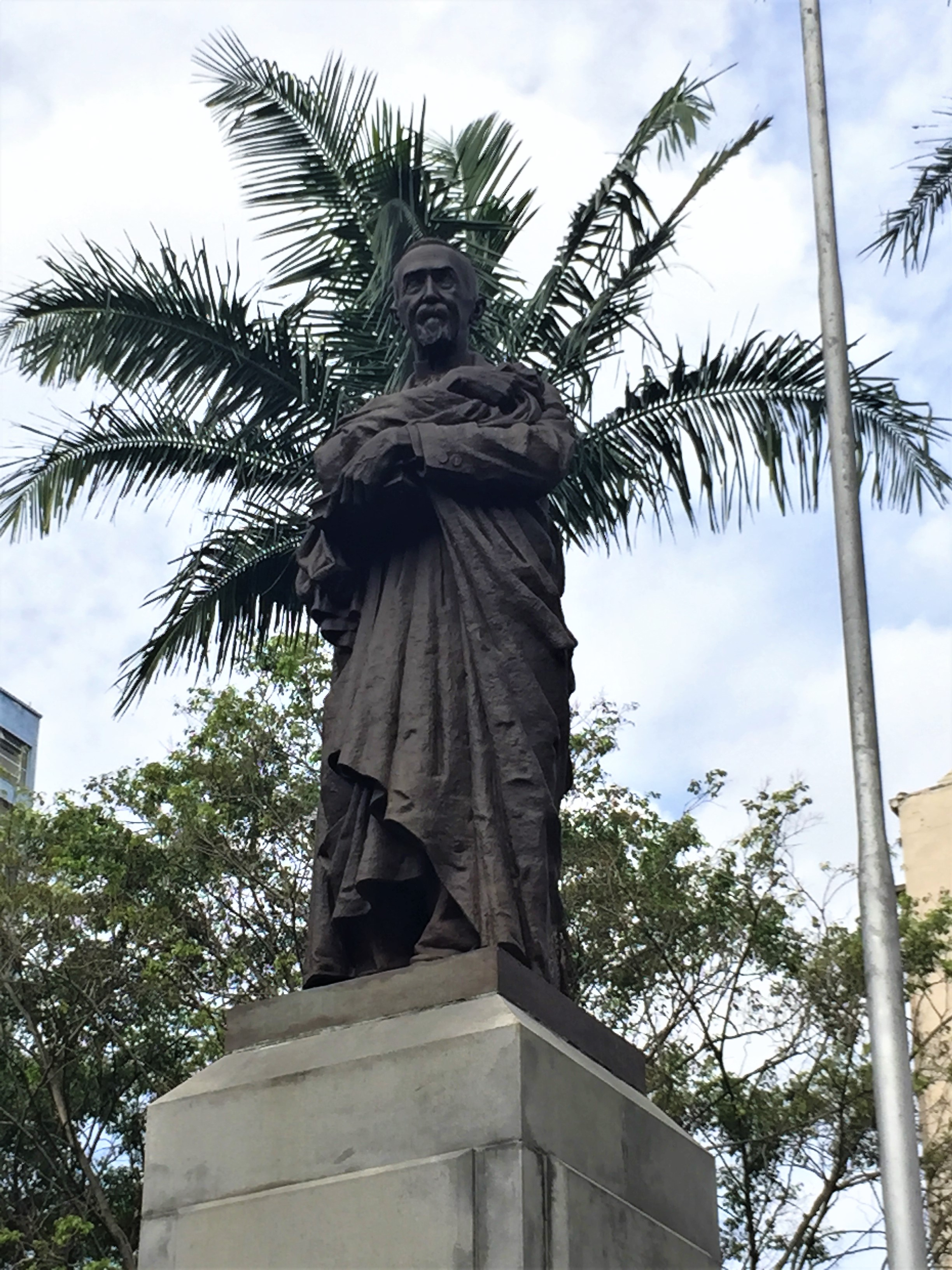
Monumento a Luiz Pereira Barreto, construído por Galileo Emendabili a pedido da Sociedade de Medicina e Cirurgia de São Paulo.

A Sociedade de Medicina e Cirurgia de São Paulo foi uma sociedade de médicos na cidade de São Paulo, fundada em 24 de fevereiro de 1895. Seu primeiro presidente foi Luiz Pereira Barreto. O objetivo da sociedade foi organizar a classe médica e promover seus interesses. A formação da sociedade deu-se num contexto mais amplo de criação de organizações de profissionais de medicina em cidades brasileiras, no sentido de criar maior autonomia em relação à influência de médicos de Portugal.
A fundação da sociedade ocorreu com a presença de Theodoro Reichert, Luiz Pereira Barreto, Ignácio Marcondes de Resende, Pedro de Resende, Amarante Cruz, Cândido Espinheira, Erasmo do Amaral, Luiz de Paula, Marcos de Oliveira Arruda e Evaristo da Veiga, expoentes da medicina da época. Participaram da sociedade personalidades como Arthur Vieira de Mendonça e Vital Brazil Mineiro da Campanha. O número de sócios oscilou de 60 em 1895 a 100, em 1916, de acordo com levantamento feito em 1921.
Foram de iniciativa da sociedade planos iniciais para construir uma faculdade de medicina em São Paulo. Também foi importante a participação da sociedade para a formulação de políticas bacteriológicas, em especial no contexto de epidemias de febre amarela. A sociedade manteve em circulação publicações científicas e de difusão científica sobre medicina, com tiragem regular.
Em 1953, a sociedade foi extinta para a criação da Academia de Medicina de São Paulo.

## Presidentes
A lista de presidentes da Sociedade de Medicina e Cirurgia de São Paulo inclui:
- Luiz Pereira Barreto (1895-1896)
- Carlos José de Arruda Botelho (1896-1897)
- Augusto Cesar de Miranda Azevedo (1897-1898)
- Mathias de Vilhena Valladão (1898-1899)
- Guilherme Ellis (1899-1900)
- Bernardo Ribeiro de Magalhães (1900-1901)
- Arnaldo Augusto Vieira de Carvalho (1901-1902)
- Sergio Florentino de Paiva Meira (1902-1903)
- Arthur Vieira de Mendonça (1903-1904)
- Diogo Teixeira de Faria (1904-1905)
- Domingos Rubião Alves Meira (1905 - 1ª diretoria)
- Affonso Regulo de Oliveira Fausto (1905- 2ª diretoria)
- Arnaldo Augusto Vieira de Carvalho (1906-1907)
- João Alves de Lima (1907-1908)
- Sylvio Azambuja de Oliva Maya (1908-1909)
- Sergio Florentino de Paiva Meira (1909-1910)
- Synesio Rangel Pestana (1910-1911)
- Domingos Rubião Alves Meira (1911-1912)
- Nicolau de Moraes Barros (1912-1913)
- João Alves de Lima (1913-1914)
- Olegário de Moura (1914-1915)
- Antônio Cândido de Camargo (1915-1916)
- Affonso Regulo de Oliveira Fausto (1916-1917)
- Celestino Bourroul (1917-1918)
- Ovídio Pires de Campos (1918-1919)
- José Ayres Netto (1919-1920)
- Luiz Manoel de Rezende Puech (1920-1921)
- Enjoiras Vampré (1921-1922)
- Adolpho Lindemberg (1922-1923)
- Pinheiro Cintra (1923-1924)
- Américo Brasiliense de Almeida Mello Filho (1924-1925).[1]

## Leitura complementar
- PUECH, Rezende. Memória histórica, 1895-1921 (fundação, evolução, atualidade). São Paulo: Typ. Garraux, [1921].